# Теория нравственных чувств
Теория нравственных чувств (англ. The Theory of Moral Sentiments) — книга шотландского экономиста и философа Адама Смита, опубликованная в 1759 году во время Шотландского Просвещения.
При жизни Адама Смита книга выдержала 6 изданий (в 1759, 1761, 1767, 1774, 1781, 1790). Первые переводы на иностранные языки — французский и немецкий — были осуществлены соответственно в 1764 и 1770 годах.

## Учение Смита о морали
Смит начинает книгу с определения и объяснения чувства симпатии, его влияния на отношения между людьми.
Сочувствие или симпатия по Смиту — это обозначение способности разделять какие бы то ни было чувствования других людей. Эти чувства характерны для любого, какую бы степень эгоизма мы ни предположили в человеке.
Высшая степень нравственного совершенства для Смита — выражать своё сочувствие другим и забывать самого себя, ограничивать насколько возможно личный эгоизм и отдаваться снисходительной симпатии к другим. В то же время он признает, что достижение нравственного идеала исключительно редко из-за человеческой слабости и судить о поступках приходится не по отношению к идеалу, а по отношению к поступкам других людей.
Смит подразделяет все страсти (чувства) на несколько типов:
- страсти, основанные на физическом состоянии организма (голод, боль, сексуальное влечение и др.);
- страсти, основанные на воображении (любовь, привязанность, хобби и др.);
- антиобщественные страсти (гнев, злоба, ненависть и др.);
- общественные страсти (дружба, доброта, сострадание, великодушие, взаимное уважение и др.);
- эгоистические страсти (страдания или удовольствия в связи с личными успехами или неудачами).

Он показывает, как различается симпатия людей к каждому типу страстей и как это сообразуется с общепринятым приличием.

## О честолюбии и богатстве
Смит утверждает, что причина устремлённости людей к богатству, причина честолюбия состоит не в том, что люди таким образом пытаются достичь материального благополучия, а в том, чтобы отличиться, обратить на себя внимание, вызвать одобрение, похвалу, сочувствие или получить сопровождающие их выводы. Основной целью человека, по мнению Смита, является тщеславие, а не благосостояние или удовольствие.
Богатство выдвигает человека на первый план, превращая в центр всеобщего внимания. Бедность означает безвестность и забвение. Люди сопереживают радостям государей и богачей, считая, что их жизнь есть совершеннейшее счастье. Существование таких людей является необходимостью, так как они являются воплощением идеалов обычных людей. Отсюда происходит сопереживание и сочувствие ко всем их радостям и заботам. В частности, Смит приводит в пример казнь Карла I, которая вызвала огромное негодование, тогда как смерти простых людей во время гражданских войн оставляли общество равнодушным.
Далее Смит пишет отдельно о высшем сословии (дворянстве), которое приобретает славу по рождению и о людях невысокого звания, добившихся богатства и титулов самостоятельно, благодаря своим способностям. Знать с рождения обучается быть тем идеалом, который соответствует грёзам бедняков. Тем, кто сумел достичь высот только через собственный труд и способности, чтобы получить признание, надлежит быть скромными и деятельными. Подражание их стилю поведения знати нежелательно.
Сохранение своего высокого положения является исключительно сложной задачей и поэтому составляет значительную часть жизни богачей и является причиной алчности и честолюбия. По мнению Смита, высокое положение и власть никем не презираются, за исключением людей, обладающих мудростью и философским складом ума, которых не волнует форма одобрения окружающими, и людей ленивых и безразличных, которым это одобрение не требуется.
Важной особенностью людей высокого положения в отличие от людей простых является то, что испытываемые ими моральные страдания намного более серьёзно переносятся, чем страдания физические. Это связано с тем, что несчастье этих людей — это потеря сочувствия со стороны общества. Моральное унижение именитой персоны вызывает чувство стыда у толпы, прекращение восхищения её положением, а это конец смысла существования тщеславного человека. Здесь Смит приводит в пример русское правительство в качестве самого жестокого из европейских, так как из европейских стран только в России знать приговаривают к наказанию кнутом и позорным столбом.
Смит подчеркивает, что несмотря на высокое положение и обожание низшими сословиями, тщеславный человек часто не чувствует себя так хорошо, как считают подчиненные. Стремящиеся к счастью весьма часто оставляют дорогу добродетели, — пишет Смит. Память о совершенном не дает обрести покой достигшим высокого положения людям, и среди самых славных завоеваний и громких побед честолюбивый человек преследуется внутренним голосом стыда и угрызений совести.
Главной причиной искажения нравственных чувств, по Смиту, есть наша готовность восхищаться богатыми и знатными людьми и презирать людей бедных. Почитание знатности и богатства подменяет уважение к благоразумию и добродетели, а презрение к бедности и ничтожеству часто более видимо, чем отвращение к сопутствующим им пороку и невежеству.

## Издание книги в России
Хотя эта работа Смита была известна в России еще в XVIII веке, первый и пока единственный полный перевод книги на русский язык выполнил Пётр Бибиков в 1868 году.  Повторное издание перевода было осуществлено в 1895 году, а в 1997 для последнего издания книги Александр Грязнов сверил перевод Бибикова с английским текстом академического собрания сочинений Смита и серьёзно его переработал. Независимо существуют переводы отдельных глав «Теории нравственных чувств» (например, перевод Ф. Ф. Вермель в книжной серии «История эстетики в памятниках и документах»).

## Издания книги на русском языке
- Смит А. Теория нравственных чувств или опыт исследования о законах, управляющих суждениями, естественно составляемыми нами, сначала о поступках прочих людей, а затем и о своих собственных с письмами М. Кондорсе к Кабанису о симпатии. — СПб., 1868.
- Смит А. Теория нравственных чувств, или Опыт исследования о законах, управляющих суждениями. — СПб.: И. И. Глазунов, 1895.
- Смит А. Теория нравственных чувств / Вступ. ст. Б. В. Мееровского; Подгот. текста, коммент. А. Ф. Грязнова. — М.: Республика, 1997. — 350 с. (Библиотека этической мысли) ISBN 5-250-02564-1
- Смит А. Теория нравственных чувств / Адам Смит; [перевод с английского П. Бибикова]. — Москва: Издательство АСТ, 2022. — 512 с. — (Эксклюзивная классика). — ISBN 978-5-17-150903-3